# Eupithecia leleupi
Eupithecia leleupi là một loài bướm đêm trong họ Geometridae.